# El inútil de la familia
El inútil de la familia es una novela del chileno Jorge Edwards publicado en 2004 (Santiago, Alfaguara); resultó finalista del Premio Cabeza Pan 2006.

## Biografía del autor
Jorge Edwards es un escritor, periodista y diplomático chileno nacido el 27 de junio de 1931, en Santiago de Chile. Estudió Derecho en la Universidad de Chile, pero nunca ejerció, a pesar de que tuvo una intensa vida diplomática. 
Durante el gobierno de Salvador Allende fue el encargado de reabrir la sede diplomática chilena en La Habana, Cuba, donde, posteriormente, fue declarado persona non grata por el gobierno de Fidel Castro. A partir de este episodio, Edwards escribió su más famosa novela: Persona non grata (1971). También fue embajador ante la Unesco durante el gobierno de Eduardo Frei Ruiz-Tagle (1994-2000).
Ha obtenido la medalla Caballero de Las Letras y Las Artes, otorgada por el gobierno de Francia, el Premio Nacional de Literatura, en 1994, la Orden al mérito Gabriela Mistral y el Premio Cervantes, máxima distinción de las letras españolas, el año 2000. 
Actualmente escribe una columna los días viernes en el diario La Segunda.

## Protagonista
El inútil de la familia gira en torno a la vida del tío abuelo del autor, el escritor y cronista Joaquín Edwards Bello. Nació en Valparaíso en 1887 en el seno de una familia tradicional. A los 23 años publicó la novela El inútil, ácida crítica contra la clase social a la que él mismo pertenecía. Después de su publicación, Edwards Bello tuvo que exiliarse por un tiempo en Brasil, esperando que el escándalo suscitado por su publicación se diluyera pronto. 
Bisnieto del intelectual Andrés Bello, fundador y primer rector de la Universidad de Chile en 1842, Edwards Bello constantemente añoraba a su denominado “abuelo de piedra”, como solía recordar. Su influencia en él fue muy grande, al punto que destinó muchas crónicas en su nombre, aparte de tratar los más variados temas, la gran mayoría de ellos publicados en el diario La Nación, donde trabajó alrededor de cuarenta años.
Se suicidó en Santiago en 1968 con la pistola Colt que heredara de su padre.

## Temas de la novela
La vida de Joaquín Edwards Bello es el tema principal de la novela. Su autor se afirma en las novelas de juventud de su tío abuelo para contrastar las similitudes y contradicciones de su desenfrenada vida, en los primeros años del siglo XX. A su vez, Jorge Edwards aprovecha de contrastar su vida con la de su personaje, constatando puntos en común entre el clan de los Edwards en Chile.

### Obras de Edwards Bello
Cuatro novelas constituyen los pilares de la vida de Joaquín Edwards Bello, según esta novela. El inútil es utilizado por el autor como modo de comparar las similitudes entre Joaquín y el protagonista de ese relato, Eduardo Briset Lacerda, ambos jóvenes idealistas y disconformes con las clases aristocráticas de principios del siglo XX. Los protagonistas de Criollos en París, Pedro Plaza, y de El chileno en Madrid, Pedro Wallace, constituyen otros heterónimos de Edwards Bello, plagados de falencias y carencias afectivas. Incluso La chica del Crillón, novela protagonizada por una mujer, Teresa Iturrigorriaga, se convierte en una autobiografía no declarada de las intenciones y pensamientos del autor.

### Sociedad en Chile
Al mismo tiempo, la vida del protagonista le permite al autor revisar parte de la historia de Chile durante el siglo XIX, específicamente los hechos derivados de la Guerra Civil de 1891, y gran parte del siglo XX. La novela es también un testimonio de los cambios sociales, los derrumbes de las familias aristocráticas y la vida de los sectores más populares, que Joaquín solía frecuentar. 
A su vez, se presentan recorridos por el Viejo Mundo, París y Madrid, que fueron los lugares de residencia de Edwards Bello durante su juventud.
Aunque la novela comienza retratando el Valparaíso de la Guerra Civil de 1891, el centro de la ciudad de Santiago es el alma urbana de gran parte de los acontecimientos, rescatando espacios tradicionales como el barrio Brasil, donde Joaquín pasó sus últimos años, el Parque Quinta Normal y la Alameda de las Delicias, ahora llamada Alameda Bernardo O'Higgins.

### El suicidio
El tema del suicidio es recurrente en el transcurso del relato. En los inicios de la novela se trata de un modo ingenuo, más bien humorístico. Pero a medida que la acción transcurre y que las debilidades y problemas del protagonista son puestos en evidencia, el tono alrededor del tema se vuelve más serio y la inminencia del acto se torna evidente. 
La relación entre el protagonista y su pistola Colt, herencia de su padre antes de morir, marcan un idilio trágico que desembocará en su fin.

### El vicio del juego
Una vez que tuvo que salir al exilio tras la publicación de El inútil, Joaquín Edwards Bello se acerca al mundo del juego y las apuestas, vicio que lo acompañará hasta sus últimos días. Son precisamente las apuestas en el Hipódromo Chile las que le provocan un letal ataque al corazón que marcará el principio de su fin.

## Técnica narrativa
Jorge Edwards funde diversas técnicas narrativas en la novela. Rápidamente pasa de un narrador omnisciente en tercera persona a uno en primera persona, confundiendo su voz en algunos pasajes con la de Joaquín Edwards Bello, lo que confirma la complementariedad en torno a la vida de ambos, tal como señala el autor en el prefacio de la novela. 
Al mismo tiempo, Jorge Edwards interpela constantemente a su protagonista, cuestionando sus pensamientos y acciones, como si aún lo escuchase en algún lugar y la posibilidad de cambiar fuese posible.
Otro recurso que está presente a lo largo de la novela es el de reconstruir pasajes de las novelas escritas por Edwards Bello e intercalarlas con la vida de éste, comparando los hechos y similitudes entre cada acontecimiento.
A pesar de aclarar desde un comienzo que los acontecimientos narrados fueron reales, Jorge Edwards no puede eludir el hecho de que la ficción se impone en cada acto y palabras de su tío abuelo.